# Bradauskas
Bradauskas ist der litauische männliche Familienname, abgeleitet von brad + -auskas (litauischer Familiennamensuffix).

## Weibliche Formen
- Bradauskaitė (ledig)
- Bradauskienė (verheiratet)

## Personen
- Bronius Bradauskas (* 1944), Politiker, Seimas-Mitglied, ehemaliger Umweltminister
- Dainoras Bradauskas (* 1965), Beamter, Leiter des Finanzamtes Litauens